# Élisabeth Alexandrine de Bourbon
Élisabeth Alexandrine de Bourbon, Mademoiselle de Gex, född 1701, död 1765, var en fransk adelskvinna, dotter till Louis av Bourbon, prins av Condé och Louise Françoise de Bourbon, Mademoiselle de Nantes, en illegitim dotter till kung Ludvig XIV av Frankrike. Som vuxen blev hon känd som Mademoiselle de Sens.
År 1725 var hon en av 99 kandidater som sattes upp på en lista över tänkbara brudar till Ludvig XV av Frankrike, och blev tillsammans med sin syster Henriette Louise de Bourbon en av de sista två som återstod sedan listan först minskats till sjutton och sedan till fyra. Hon ansågs som mindre vacker än sin syster, som rekommenderades som den slutliga kandidaten.
Hon gifte sig aldrig, och levde ett bekvämt och händelselöst liv. Hon deltog ofta i hovlivet och var vän med Madame de Pompadour. Hon samlade en stor förmögenhet genom ett antal stora gods och underhåll och är känd som beställaren av flera konstverk. 